# Kogeneracija
Kogeneracija je postupak za istovremeno generisanje električne energije i toplote. Takav način upotrebe znači da se iz iste količine goriva dobija, pored električne energije još i dodatne toplotne energije što omogućava podizanje stepena iskorišćenja hemijske energije goriva.
Sagorevanjem fosilnih goriva ili upotrebom druge vrste primarnih izvora toplote u energetici, nastaje velika količina toplote niskog potencijala (tj. niske temperature). Ona se (kod SUS motora i turbina) mora odvesti rashladnim sistemom. Ova količina toplote predstavlja toplotne gubitke u procesu transformacije hemijske energije u mehanički rad. Ova toplote se, s obzirom na fizikalna ograničenja (karnoov ciklus) ne može iskoristiti za proizvodnju mehaničkog rada, niti električne energije.
Ovu energiju je pogodno iskoristiti za zagrevanje tople vode, za grejanje stanova i u slične svrhe. Tako se istovremeno proizvodi i električna energija, a otpadna toplota se koristi za druge namene i korisna je. Na ovaj način se može postići koeficijenat iskorišćenja od 80% i više. 

## Primeri upotrebe kogeneracije
U današnje vreme, je mali broj toplana koje su istovremeno i elektrane (termoelekrane/toplane - TE/TO). 
Npr.
- JKP "Beogradske elektrane" (i pored naziva, ovo je preduzeće koje poseduje daljinski sistem grejanja u Beogradu),
- Panonske elektrane u Novom Sadu.

Postoje dve termoelektrane koje uz proizvodnju električne energije proizvode i toplotnu energiju, koju dalje preko distributera isporučuju krajnjim korisnicima, a to su:
- Termoelektrana Kostolac isporučuje toplotnu energiju preko JP "Toplifikacija Požarevac"
- Termoelektrana Nikola Tesla Obrenovac koja isporučuje toplotnu energiju preko JKP "Toplovod" Obrenovac